# サポーティングインダストリー
サポーティングインダストリーとは経済学用語の一つ。これは国内に存在している産業の中でも、製品が出来上がるまでの過程において基盤となるような産業のことを言う。日本経済を代表するような自動車や家電や航空機もサポーティングインダストリーの上に成り立っているということであり、これらの部品や周辺機器のメーカーがサポーティングインダストリーということである。これは中小企業によるものづくりという形に位置づけられており、日本経済の発展のためにも重要な事柄であり成長が望まれている。このため経済産業省は「中小企業のものづくり基盤技術の高度化に関する法律」を制定するなどで、サポーティングインダストリーを支援する措置を講じている。